# Густав Круп фон Болен унд Халбах
Густав Круп фон Болен и Халбах (Gustav Krupp von Bohlen und Halbach) е индустриалец и дипломат от Германия, собственик на „Фридрих Круп“ АГ от 1909 до 1949 година.
Заради тясната му връзка с фюрера, нацистки и антисеметистки възгледи е изправен пред трибунала на Нюрнбергския процес, но поради влошеното му здраве срещу него не са повдигнати обвинения.
През 1943 г. Круп получава серия от мозъчни удари, вследствие на които остава частично парализиран. Неговият син Алфрид Круп фон Болен унд Халбах става фактическия ръководител на огромната промишлена империя по време на Втората световна война, понеже баща му вече е много стар и болен.
Густав Круп умира на 16 януари 1950 в Замъка Блюнбах близо до Залцбург (Австрия).